# یوهان آندریاس آیزنمنگر

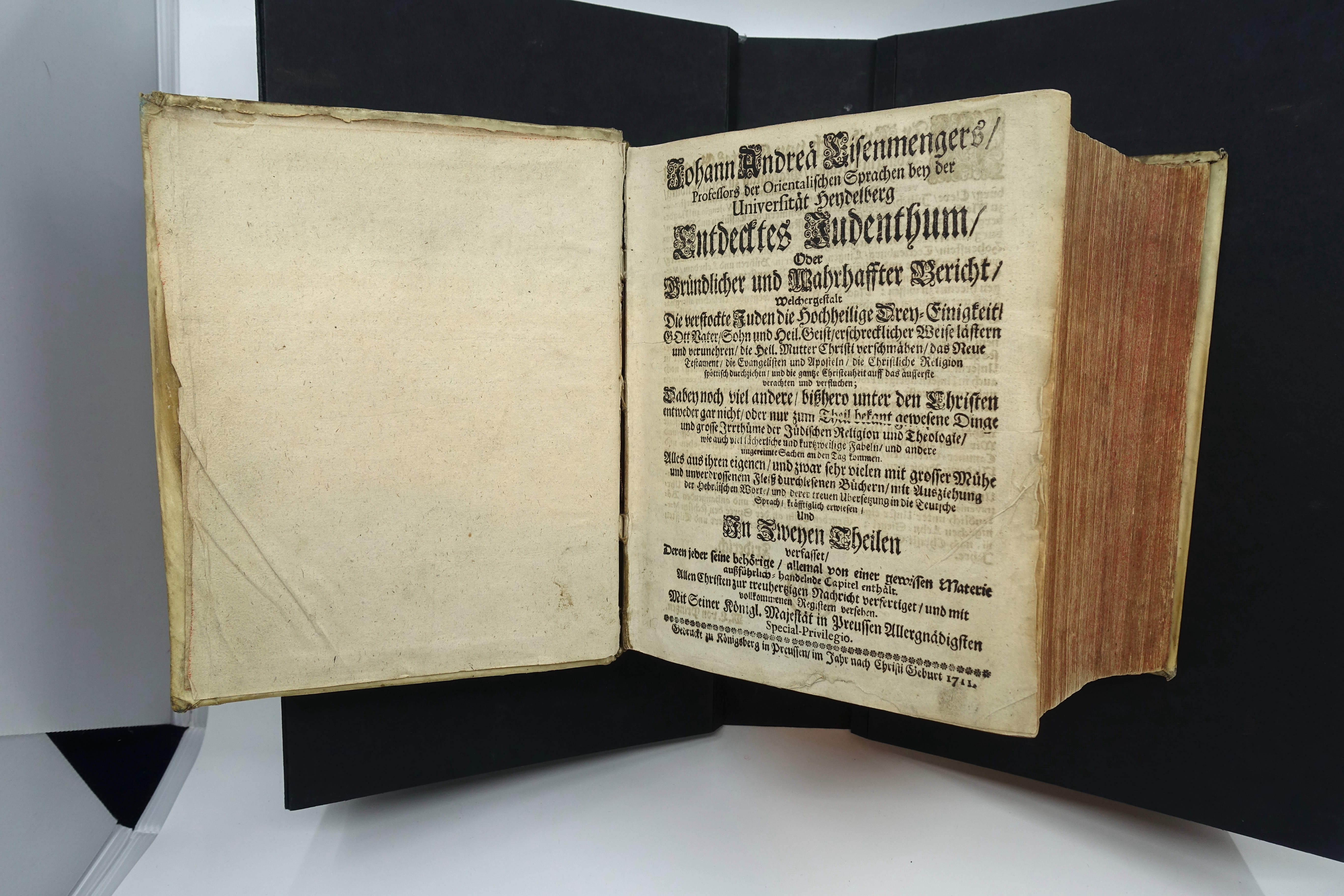
نسخه 1711 Entdecktes Judentum، در مجموعه موزه یهودیان سوئیس.

یوهان آندریاس آیزنمنگر (انگلیسی: Johann Andreas Eisenmenger؛ ۱۶۵۴ در مانهایم – ۲۰ دسامبر ۱۷۰۴ در هایدلبرگ) یک خاورشناس اهل آلمان بود. بیشتر شهرت او به خاطر کتاب یهودستیزانه «یهودیت بدون نقاب» است.

## زندگی‌نامه
آیزنمنگر تحصیلات بالایی کسب کرد با اینکه در دوازده سالگی پدرش را به علت طاعون از دست داد. او در مطالعات عبری و زبانهای سامی تبحر بسیار زیادی کسب کرد. او به زبانهای عبری، عربی و آرامی تسلط داشت. او به انگلستان و هلند رفت تا تحصیلات خود را تکمیل کند. او تحت نظر یهودیان نوشتارهای ربانی را به مدت ۱۹ سال مطالعه کرد. شایعاتی وجود داشت که او مایل است دین خود را به یهودیت تغییر دهد. او در هلند روابط خوبی با افرادی نظیر ربی دیوید بن آریه لیب داشت که رئیس یهودیان اشکنازی در هلند بود. مطالعات بعدی او در فلسطین به دلیل مرگ حامی او ناتمام ماند.
دو ادعا در مورد چگونگی تغییر دید آیزنمنگر نسبت به یهودیان وجود دارد. در ادعای اول او شاهد حمله یک حاخام یهودی به مسیحیت بود. در آن زمان یهودیان در آمستردام دارای چنان قدرتی بودند که افرادی نظیر ربی اشعیا بن آبراهام هورویتز فرشته سامائل را که شاه شیاطین خوانده می‌شد به صورت علنی نمایانگر مسیحیان می‌دانست.

## یهودیت بدون نقاب
در کتاب یهودیت بدون نقاب آیزنمنگر سعی کرد که تمامی روشهای آکادمیک را رعایت کند. او تمامی متن را از متون یهودی استخراج کرد و هیچ چیزی کم یا زیاد نکرد. او از ۱۹۳ کتاب یهودی برای این اثر استفاده کرد. این کتابهای نه تنها به زبانهای عبری و آرامی، بلکه ییدیش نیز بودند. این مطالب در مورد مسائل مختلفی نظیر فلسفه، کابالا، اخلاق و علیه اسلام و مسیحیت بودند. آیزنمنگر از سخنان یهودیان مسیحی شده نظیر ساموئل فردریش برنز کمک گرفت.
این کتاب اولین بار در فرانکفورت در سال ۱۷۰۰ میلادی چاپ شد. شاهزاده فرانکفورت یوهان ویلهلم به این کتاب علاقه زیادی نشان داد. او آیزنمنگر را استاد مطالعات خاورشناسی در دانشگاه هایدلبرگ کرد. او مایل بود که کاری کند که یهودیان اشتباه خود را ببینند و مسیحی شوند. او به این منظور دستور داد که یهودیان دارای حقوق کمتری شوند، از نوشتن علیه مسیحیت منع شوند و کنیسه‌ها و دادگاه‌های شرعی خود را تعطیل کنند. هدف این کتاب نشان دادن دشمنی یهودیت با مسیحیت نه تنها به مسیحیان، بلکه به افراد سکولار نیز بود. آیزنمنگر تعداد زیادی مطلب از تلمود و نوشتارهای دیگر ربانی جمع کرد که نشاندهنده این بود که یهودیت دینی وحشی، خرافاتی و قاتل است. آیزنمنگر توصیه کرد که آزادی یهودیان برای تجارت سلب شود که باعث قدرت آنان علیه آلمانی‌ها شده‌است. او همچنین توصیه کرد که کنیسه‌ها، عبادات یهودی، و رهبران و ربیهای آنان ممنوع گردند.
یهودیان از کتاب آیزنمنگر به شدت ناراحت شدند و یهودیان قدرتمند در دربار هابسبورگ و از بانکدار و ربی سامسون وستهایمر خواستند که از امپراتور لئوپولد بخواهد که این کتاب را ممنوع اعلام کند. این کتاب به دستور لئوپولد ممنوع شد. در این زمان دربار هابسبورگ به شدت به یهودیان دربار بدهکار بود.
بر اساس گزارشی که دو دهه بعد چاپ شد یهودیان به آیزنمنگر مبلغ ۱۲۰۰۰ فلورین پیشنهاد کردند تا از چاپ کتاب خود صرفنظر کند. بر اساس روایتها او درخواست ۳۰۰۰۰ فلورین کرد. در صورت حقیقی بودن یا نبودن این شایعات در نهایت این مذاکرات به نتیجه نرسید. آیزنمنگر به طرز ناگهانی بیمار شد و در سال ۱۷۰۴ میلادی از دنیا رفت.
در این زمان دو یهودی مسیحی شده در برلین نیز به پادشاه شکایت کردند که دین یهودیت نسبت به عیسی کفرگویی می‌کند. فردریک ویلیام اول به این مطلب توجه زیادی کرد و دستور بررسی این امر را صادر کرد. بازماندگان آیزنمنگر نیز به شاه در این امر کمک کردند. فردریک از امپراتور لئوپولد خواست که دستور منع چاپ کتاب آیزنمنگر را بردارد ولیکن در این امر موفق نشد. در نهایت او به هزینه شخصی خود ۳۰۰۰ نسخه از کتاب آیزنمنگر را در برلین چاپ کرد؛ ولیکن چون چاپ کتاب در امپراطوری آلمان ممنوع بود صفحه اول کتاب محل چاپ را در بیرون امپراطوری نوشته بود. در نهایت بعد از چهل سال ممنوعیت چاپ این کتاب برداشته شد.
در بین تمامی کتابهایی که توسط غیریهودیان در نقد دین یهودی نوشته شده‌است کتاب آیزنمنگر دقیقترین آنان است. دلیل این امر نیز تسلط او به زبانهای سامی و مطالعه دقیق و آکادمیک و ارجاع درست به بسیاری کتب یهودی است. آیزنمنگر مطلعترین فرد ضدیهودی تا آن زمان بود.
جاکوب کتز در مورد او نوشت: «آیزنمنگر به تمامی متون یهودی که یک دانشمند یهودی ممکن بود بداند مسلط بود… او از تمامی غیریهودیان در تسلط به متون یهودی جلوتر بود و قادر بود آنها را صحیح ترجمه کند. با اینکه او بسیار متهم شده‌است او هیچگاه منابع خود را جعل نکرده بود.»
مخالفان یهودی کتاب آیزنمنگر معمولاً بر درستی ارجاعهای او به متون یهودی توافق دارند. معمولاً مخالفان عقیده دارند که او متون یهودی را خارج از متن مورد بررسی قرار داده‌است و تفسیر او بر معنی این متون نادرست است. مخالفان عقیده دارند او چندین کتاب و چندین مطلب در آن را به عنوان نماینده کامل دین یهودیت در نظر گرفته‌است.
کشیش کاتولیک آگوست رولینگ از نوشتارهای آیزنمنگر در کتاب ضدیهودی خود به نام یهودیت تلمودی در سال ۱۸۷۱ میلادی به شدت استفاده کرد. کتاب رولینگ در زمانی چاپ شد که یهودستیزی بیش از زمان آیزنمنگر قدرت داشت و از این رو افراد دیگری نظیر سر ریچارد فرانسیس برتون در کتاب ضدیهودی خود به نام یهودی، کولی و اسلام به متن رولینگ ارجاع کردند.
ترجمه انگلیسی کتاب آیزنمنگر در سال ۱۷۴۸ میلادی به نام سنتهای یهودیان توسط جان پیتر استهلین چاپ شد.
ترجمه آلمانی دیگری توسط اتو براندنر در سال ۱۸۹۳ در آلمان چاپ شد.